# Trigonurella exigera
Trigonurella exigera är en stekelart som beskrevs av Boucek 1988. Trigonurella exigera ingår i släktet Trigonurella och familjen bredlårsteklar.
Artens utbredningsområde är Papua Nya Guinea. Inga underarter finns listade i Catalogue of Life.